# سنت‌لورینتس
سِنت‌لورینتس (به مجاری:  Szentlőrinc) شهری در مجارستان است که در ناحیه سنت‌لورینتسی واقع شده‌است و ۲۷٫۸۰ کیلومتر مربع مساحت و ۷٬۰۶۰ نفر جمعیت دارد.